# Liste der Monuments historiques in Les Ferres
Die Liste der Monuments historiques in Les Ferres führt die Monuments historiques in der französischen Gemeinde Les Ferres auf.

## Liste der Objekte
| Bezeichnung                                                            | Beschreibung                                                           | Standort | Kennzeichnung | Schutzstatus | Datum | Bild |
| ---------------------------------------------------------------------- | ---------------------------------------------------------------------- | -------- | ------------- | ------------ | ----- | ---- |
| Gemälde Sainte Julie de Nicomédie entre saint Joseph et saint Pancrace | Ölgemälde von Jacques Viany, 1649; in der Kirche Notre-Dame-St-Jacques | (Lage)   | PM06000326    | Classé       | 1988  |      |